# Franz Anton Nüßlein
Franz Anton Nüßlein (* 7. Mai 1776 in Bamberg; † 22. März 1832 in Dillingen an der Donau) war ein deutscher römisch-katholischer Priester und Mineraloge.

## Leben
Franz Anton Nüßlein war der Sohn eines Wagnermeisters. Er besuchte das Gymnasium in Bamberg und studierte von 1794 bis 1798 an der Universität Bamberg Philosophie, Mathematik und Theologie. 1799 wurde er zum Priester geweiht. Er war Lehrer für Grammatik, dann der Naturgeschichte am Gymnasium in Bamberg und schließlich Professor für Mineralogie. Zugleich war er auswärtiges Mitglied der Sozietät für die gesamte Mineralogie zu Jena.
Von 1811 bis 1818 lehrte er auf dem Philosophielehrstuhl der Universität Dillingen. Danach war er von 1818 bis 1821 Professor für Philosophie in Aschaffenburg und von 1821 bis 1832 Rektor des Dillinger Lyzeums.
Der Philosoph Georg Nüßlein war sein Bruder.

## Schriften (Auswahl)
- Versuch eines neuen Systems der mineralogisch-einfachen Fossilien. Nebst einer Einleitung in die Mineralogie. Bamberg/Würzburg 1810.
- Über die Begründung eines natürlichen Systems der Mineralogie. Bamberg/Leipzig 1818.
- Über das Verhältnis des Gefüges zur Form im Reiche der Krystallisationen. Bamberg/Leipzig 1818.
- Grundlinien der allgemeinen Psychologie. Mainz 1821.
- Grundlinien der Logik,  Mesché Bamberg 1824.
- Grundlinien der Ethik, Kollmann & Himmer, Augsburg 1829.
- Lehrbuch der Metaphysik, 2 Bände, Kollmann & Himmer, Augsburg 1836–1837.
- Max Furtmaier (Bearb.): Dr. Franz Anton Nüßlein's Lehrbuch der Aesthetik als Kunstwissenschaft, Manz, Regensburg 1837.